# Dubbel länkarmsfjädring

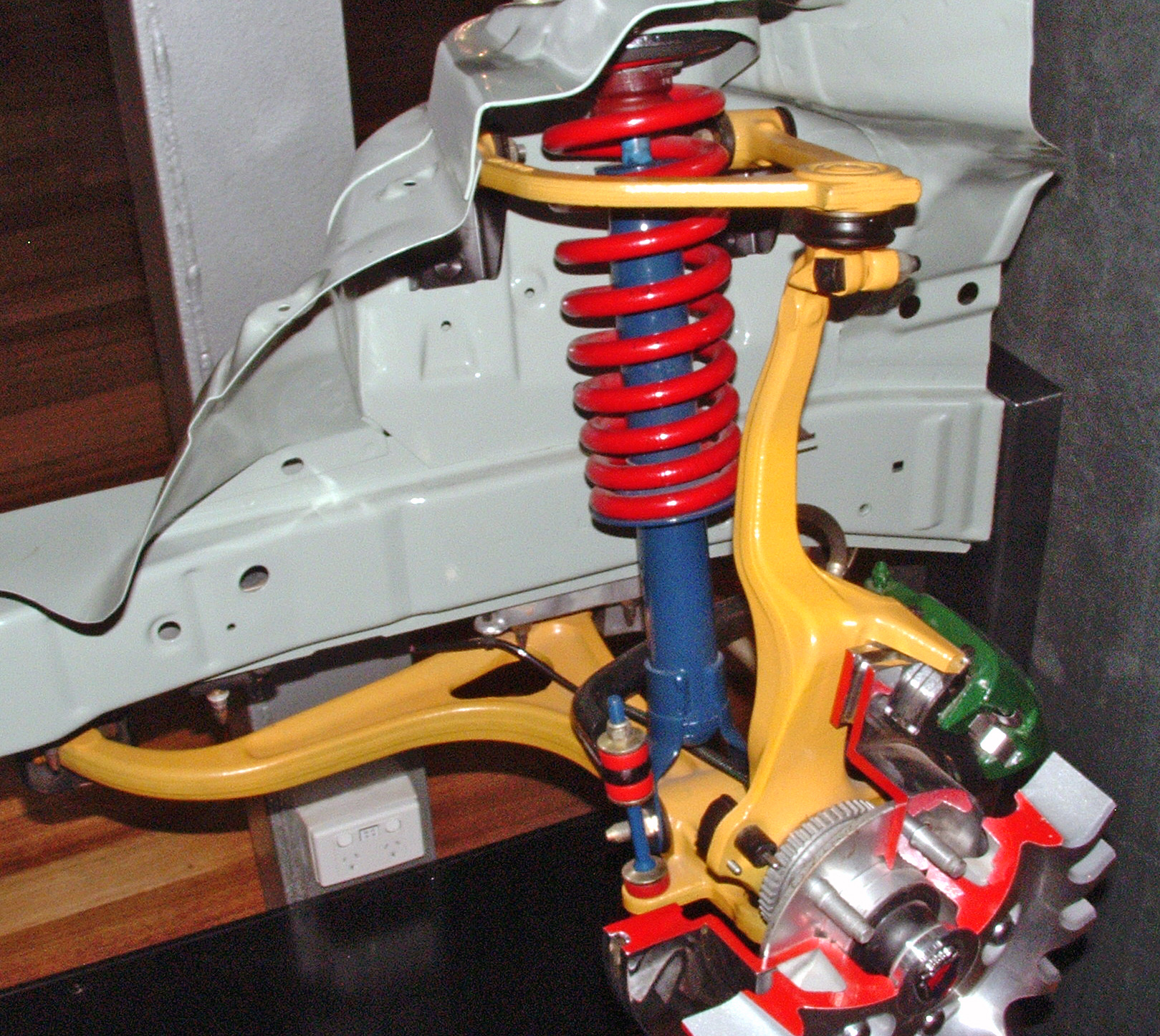
Länkarmar och hjulspindel målade gula

Dubbel länkarmsfjädring är inom fordonsbranschen ett fjädringssystem som använder sig av två, vanligtvis parallella, länkarmar för att hålla hjulet på plats.

## Konstruktion
Länkarmarna är fästa i fordonets chassi via två fästpunkter samt en led vid hjulet vardera. Utöver länkarmarna används stötdämpare och fjäder som monteras på någon av länkarmarna samt chassit för att hantera den vertikala rörelsen. Utformningen tillåter konstruktören att noggrant styra rörelsen av hjulet genom hela fjädringsvägen, kontroll av parametrar som cambervinkel, castervinkel, tåinställning och instegsskydd.